# Chloe Farnworth
Chloe Farnworth est une actrice américano-britannique, née le 18 mai 1989 dans le Herefordshire en Angleterre.

## Biographie
En 2016, elle tient le rôle principal dans le film lesbien de Marina Rice Bader, Ava's Impossible Things.

## Filmographie
- 2010 : Dead Cert : Key Key
- 2010 : The Wrach (court métrage) : Dusty Kane
- 2011 : Tunnel Visions (court métrage) : Meg
- 2011 : A Landscape of Lies : Sadie
- 2011 : Random Acts (série télévisée) : Georgia
- 2012 : Full Firearms
- 2012 : Backslasher (Video) : Aqua
- 2012 : Eve (court métrage) : Eve
- 2012 : Black Smoke Rising : Alice
- 2012 : Moment of Clarity (court métrage) : la femme
- 2012 : Praecox (court métrage) : Beth
- 2013 : Get Lucky (it) : Pearl
- 2013 : In the Forest (court métrage) : la princess
- 2013 : God's Gift (court métrage) : Jane (voix)
- 2013 : Shadow Season (court métrage) : Chloe
- 2013 : Thor: The Dark World : la serveuse
- 2013 : The Longest Night (court métrage) : Chloe
- 2014 : The Devil's Bargain : Angi
- 2014 : Linkin Park: Final Masquerade (court métrage) : l'ange blanc
- 2014 : Monster Magnet: The Duke (court métrage) : la secrétaire
- 2014 : In a Heartbeat : Valerie
- 2014 : Dead Wood : Paige Turner
- 2014 : 7 Winters Alone (court métrage) : la fille
- 2015 : Road Wars : Nakada
- 2015 : Martian Land : Ida
- 2015 : Nicky, Ricky, Dicky & Dawn (série télévisée)
- 2016 : Soy Nero de Rafi Pitts :
- 2016 : Bigger Than the Beatles : Chloe
- 2016 : Ava's Impossible Things : Ava
- 2020 : 12 Hour Shift : Regina
- 2024 : MaXXXine : Amber James